# Pflegenotstand
Pflegenotstand ist ein politisches oder berufspolitisches Schlagwort in Deutschland, Österreich und in der Schweiz. Es bezeichnet einen akuten Personalmangel, vor allem in den Pflegeinstitutionen. Es wurde in den 1960er- und 1970er-Jahren in der Bundesrepublik Deutschland erstmals verwendet, als durch die Ausweitung der Krankenhäuser dort zur Abwendung von massivem Personalmangel vielfach ausländisches Pflegepersonal eingesetzt wurde.
Der in den Jahren nach 2000 herrschende Personalmangel beruht zum großen Teil auf dem Finanzierungssystem der Heime und Sozialstationen. In Deutschland hängt dieses mit der Pflegeversicherung eng zusammen, so dass weiteres Pflegepersonal selbst dann nicht eingestellt werden könnte, wenn auf dem Arbeitsmarkt genügend Kräfte vorhanden wären.
Der Begriff Pflegenotstand kritisiert auch die als unzureichend angesehenen gesundheitspolitischen Reaktionen auf diese Situation. Als Haupttreiber des Pflegenotstands werden genannt: der demographische Wandel, schlechte Arbeitsbedingungen im Pflegebereich, unterdurchschnittliche Gehälter, der Einfluss von Zeitarbeitsfirmen, der Trend zur stationären Pflege und die Tatsache, dass mehr und mehr Angehörige ihre Pflegetätigkeit einstellen.
Sowohl die Pflegeversicherung in Deutschland als auch das Pflegegeld in Österreich decken nicht die Kosten einer permanenten häuslichen Pflege. Aus diesem Grund entstand ein neuer Typ von Arbeitsmigration: die Care-Migration aus dem Ausland, die oft mit einem illegalen Arbeitsverhältnis einhergeht. In Deutschland arbeiten vor allem Polinnen, in Österreich Slowakinnen unter nicht geregelten Arbeitsbedingungen und für einen Niedriglohn in der häuslichen Pflege.

## Situation in Deutschland
Seit Jahren herrscht in den Pflegeeinrichtungen und Krankenhäusern Deutschlands Pflegenotstand.
So kamen 2017 in Kliniken auf eine Pflegefachkraft 13 Patienten; nach einer Berechnung des Gesundheitssystemforschers Michael Simon fehlten dort 100.000 Vollzeitstellen.
Im Jahr 2018 berichtete der Norddeutsche Rundfunk über den Pflegenotstand an einer Kinderklinik in Hannover. Obwohl Ärzte und Infrastruktur vorhanden waren, wurde der Transfer von teils schwer kranken Patienten aus anderen Kliniken zur Versorgung an die Kinderklinik wegen Mangels an Pflegepersonal abgelehnt. So konnte im Jahr 2017 die Medizinische Hochschule Hannover 417 Kinder nicht zur Behandlung annehmen.
Laut Krankenhaus-Barometer 2021, einer Erhebung des Deutschen Krankenhausinstituts, hatten schon 2019 vier von fünf Kliniken Probleme bei der Stellenbesetzung. Nach dem Krankenhaus-Barometer 2021 bleiben die Stellen auf den Allgemeinstationen durchschnittlich 17 Wochen und in der Intensivpflege 21 Wochen unbesetzt. Demnach fehlen bundesweit rund 14.400 Vollzeitstellen im Pflegedienst der Allgemeinstationen und rund 7.900 Vollzeitstellen in der Intensivpflege, hochgerechnet auf die Grundgesamtheit der Allgemeinkrankenhäuser ab 100 Betten.
Im Jahr 2022 konnte die Bundesagentur für Arbeit 656 Pflegekräfte aus dem Ausland anwerben. Dem standen rund 40.000 offene Stellen gegenüber.

### Ursachen
Als eine der Hauptursachen für den Pflegenotstand wird die soziale Pflegeversicherung genannt, die seit 1995 mit Inkrafttreten des SGB XI besteht. Sie finanziert lediglich einen festgelegten Teil der tatsächlichen Pflegekosten. Krankenhäuser werden durch zunehmende Ökonomisierung auf Gewinn ausgerichtete Unternehmen. Die knappe Personalbemessung und die unzureichende Bezahlung führen dazu, dass immer mehr Pflegekräfte den Beruf verlassen, was wiederum den Personalmangel verschärft. Nach Aussage des Forschers Simon gefährdet vor allem die Fallpauschalenfinanzierung der Kliniken die Qualität der Behandlung.

### Initiativen und Aktionen
Um darauf aufmerksam zu machen, dass sich die Situation für Pflegekräfte seit 2003 erheblich verschärft, machen seit Oktober 2013 deutschlandweit jeden Monat stets am zweiten Samstag Menschenaufläufe, sogenannte Flashmobs bzw. Smart Mobs, unter dem Namen „Pflege am Boden“ auf den Pflegenotstand aufmerksam. Pflege am Boden ist ein von Parteien, Gewerkschaften und Berufsverbänden unabhängiger Zusammenschluss von professionell Pflegenden, pflegenden Angehörigen und Menschen, denen die Pflege am Herzen liegt. Bis Februar 2015 haben in 171 Städten bundesweit Menschen an den Veranstaltungen teilgenommen.
2015 kam es erstmals zu einem Streik für mehr Personal in einem deutschen Krankenhaus: Mitarbeiter der Charité in Berlin legten für mehrere Tage die Arbeit nieder, um verbindliche Personalstandards per Tarifvertrag durchzusetzen. Die Klinik hatte zuvor noch versucht, den Streik mittels Klage vor dem Arbeitsgericht zu verhindern, der Antrag wurde jedoch abgewiesen.
2021 wurde der Pflegenotstand medial in der knapp siebenstündigen Fernsehdokumentation Pflege ist #NichtSelbstverständlich des Fernsehsenders ProSieben thematisiert.
Die Zeitschrift Stern reichte 2021 die Bundestagspetition „Pflege braucht Würde“ ein, deren Kernforderung die „Konsequente Abkehr von Profitdenken und ökonomischen Fehlanreizen durch eine Gesundheitsreform“ ist.
Die Berliner Krankenhausbewegung setzte sich im Herbst 2021 durch wochenlange Streiks für Verbesserungen beim Personalschlüssel sowie eine höhere Bezahlung ein und konnte einige Teilerfolge erreichen.

### Maßnahmen der Politik
Mit der Konzertierten Aktion Pflege (KAP) wurden 2019 von Bund, Ländern und Akteuren in der Pflege Vereinbarungen getroffen, um die Arbeitsbedingungen von beruflich Pflegenden zu verbessern und die Ausbildung in der Pflege zu stärken. 2021 beschloss der Bundestag eine Pflegereform, die von Gesundheitsminister Jens Spahn (CDU) initiiert wurde. Die Reform sollte zu einer besseren Bezahlung führen, indem nur noch solche Pflegeanbieter Geld von der Pflegekasse erhalten, die ihre Pflegekräfte nach ortsüblichen Tarifen bezahlen. Diese Reform wurde jedoch vielfach als nicht ausreichend kritisiert. Gewerkschaften kritisieren, dass sich die Bezahlung nicht verbessern werde, da es viele „Umgehungsmöglichkeiten“ gebe, etwa durch „Gefälligkeitstarifverträge zwischen Pseudogewerkschaften und Pflegeanbietern“. Ein flächendeckender Tarifvertrag fehle weiterhin. Der Wissenschaftsredakteur Bernhard Albrecht urteilte, dass systemische Probleme wie Profitstreben durch private Pflegeeinrichtungen damit nicht gelöst worden seien. Konstruktive Vorschläge sieht er hingegen in den Wahlprogrammen von SPD, Grünen und Linken.